# Kozlînîci, Kovel
Kozlînîci (în ucraineană Козлиничі) este localitatea de reședință a comunei Kozlînîci din raionul Kovel, regiunea Volînia, Ucraina.

## Demografie
Componența lingvistică a localității Kozlînîci
     Ucraineană (99,8%)
     Alte limbi (0,2%)
Conform recensământului din 2001, majoritatea populației localității Kozlînîci era vorbitoare de ucraineană (99,8%), existând în minoritate și vorbitori de alte limbi.